# Roscrea Castle

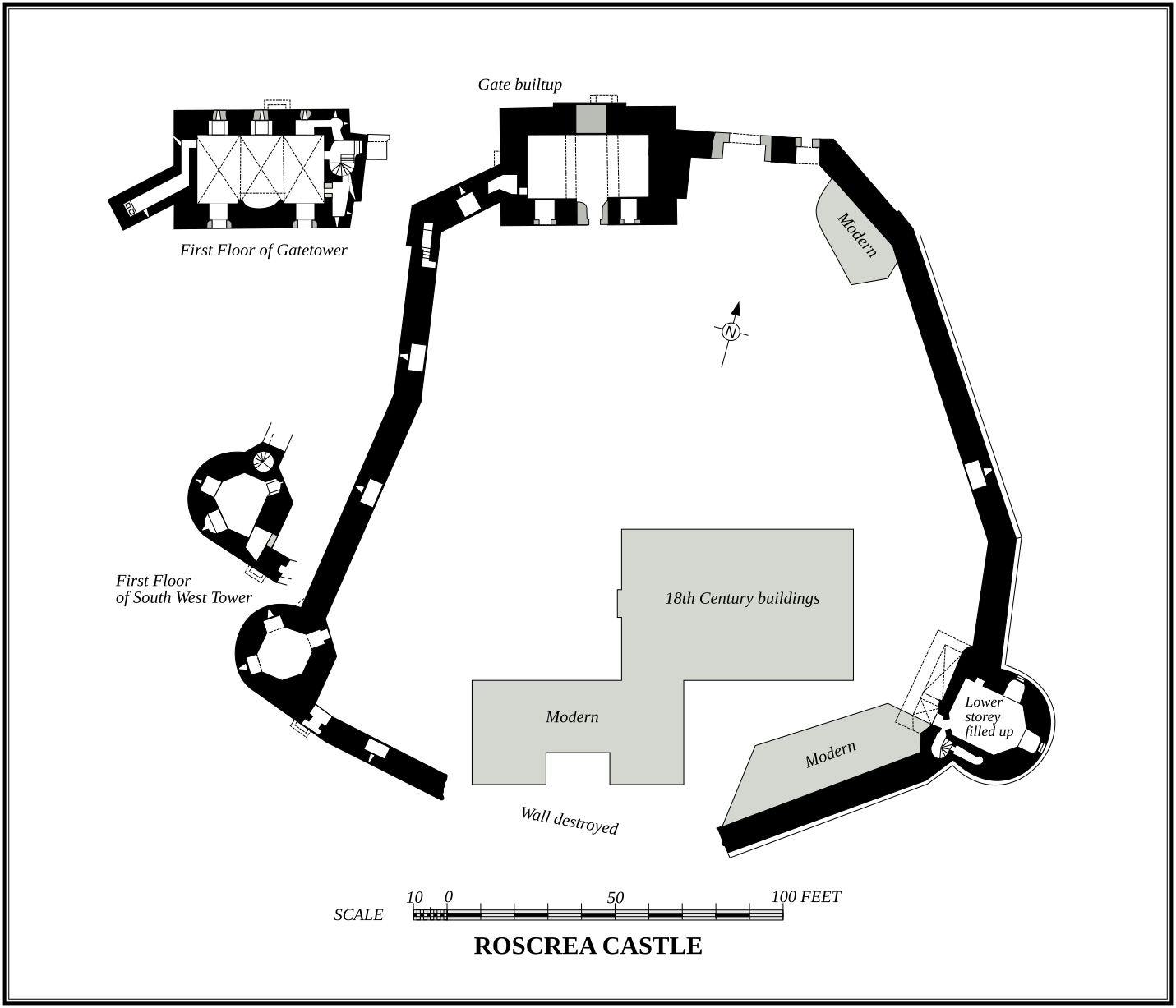
Lageplan von Roscrea Castle

Roscrea Castle (irisch Caisleán Ros Cré) ist eine Niederungsburg in Irland, die aus einer Motte hervorgegangen ist. Sie stammt aus dem 13. Jahrhundert und steht in Roscrea im County Tipperary. Die Burg besteht aus einem eingefriedeten Hof, einem Torblock und je einem Turm an der Südwest- und Südostecke der Einfriedung. Zusammen mit dem Damer House aus dem 18. Jahrhundert mit Gärten bildet die Burg Teile des Roscrea Heritage Centre.

## Geschichte
Der Südostturm der Burg wird manchmal „King John’s Castle“ genannt, da sein Bau König Johann Ohneland zugeschrieben wird. Die heutige, steinerne Burg entstand sicherlich nach dem Tod des Königs, aber es gibt Beweise dafür, dass Konig Johann 1213 den Bau einer „motam et bretagium“ (dt.: Motte mit Turm) an dieser Stelle angeordnet hat. Zur Zeit des Baus gehörte das Land dem Bischof von Killaloe. Der Bau wurde vom Justiciar of Ireland Henry of London beaufsichtigt und gehörte zu den Bemühungen König Johanns, die Eroberung von Irland zu festigen, besonders in den mittleren und südlichen Landesteilen. 1315 wurde die Burg an die Familie Butler aus Ormonde Castle verlehnt, die sie bis ins 18. Jahrhundert besaßen. 1646, während der Rückeroberung Irlands, wurden Burg und Stadt von Eoghan Rua Ó Néill bestürmt. 1650 fiel die Burg an die Truppen Cromwells und wurde kurze Zeit von Cromwells Schwiegersohn, Henry Ireton, genutzt. 1703 verkaufte sie James Butler, 2. Duke of Ormonde, an das Royal Hospital Kilmainham. 1722 kaufte es der örtliche Kaufmann John Damer und später fiel es an den Earl of Portarlington. Ab 1798 wurde Roscrea Castle als Kaserne für 350 Soldaten genutzt und später diente es als Schule, Bibliothek und Tuberkulosesanatorium. Im 19. Jahrhundert verfiel die Burg; der Einsturz eines Daches bedingte in den 1850er Jahren umfangreiche Reparaturen. 1892 wurde Roscrea Castle zum „National Monument“ erklärt und in der diesbezüglichen Liste als Nr. 211 registriert.

## Konstruktion und Bau
Die ursprüngliche, hölzerne Burg wurde Ende des 13. Jahrhunderts zerstört und durch die heutigen, steinernen Gebäude ersetzt. Zwischen 1274 und 1295 wurden dafür mehr als £ 875 aufgewandt und der Bau von John de Lydyard überwacht. Das heutige Bauwerk besteht aus einem 40 Meter breiten Hof, der von einer Kurtine und einem Burggraben umgeben ist. Die Mauern sind teilweise bis zu 2,5 Meter dick. Die Burg war ursprünglich an der Ostseite durch einen Fluss gesichert und an den anderen Seiten durch einen Graben. Die Burg besitzt keinen Donjon und so ist das Hauptwohngebäude das dreistöckige Torgebäude an der Nordseite mit rechteckigem Grundriss, das von zwei Dreiviertelrundtürmen flankiert wird, einer im Südwesten und einer im Südosten der Anlage. Der Südwestturm, auch Ormonde Tower genannt, hat im 1. Obergeschoss einen Raum mit einem offenen Kamin an der Nordseite und einem Wappen in Stuck aus dem 17. Jahrhundert. Der Südostturm, auch King John’s Castle genannt, ist höher und hat drei Stockwerke. Das ursprüngliche Torgebäude stammt aus der Zeit um 1280, aber das heutige Steingebäude wurde für James Butler, 4. Earl of Ormonde im 15. Jahrhundert errichtet. Das Torgebäude ist etwa 27 Meter hoch und hatte ursprünglich eine Klappbrücke und ein Fallgatter. Der Eingang hat eine Tonnengewölbedecke. Unter dem Torturm befindet sich ein Kellerverlies, das über eine Falltür zugänglich war. Im 17. Jahrhundert wurden Wohnräume im zweiten Obergeschoss mit Kreuzgewölbe, drei Jochen, Spitzbogenfenstern, einem Aborterker, einem Kaminaufsatz, einem großen, überbauten, offenen Kamin mit Zahnkapitolen an der Südwand und Staffelgiebeln hinzugefügt. Die Zugbrücke wurde von diesem Geschoss aus bedient. Eine Wendeltreppe in der Ostecke des Gebäudes ermöglichte den Zugang zu den oberen Geschossen. Das Schieferdach stammt aus dem 18. Jahrhundert. Im 19. Jahrhundert wurde das Gebäude erneut renoviert. Im Hof finden sich Gebäude aus dem 18. Jahrhundert und einige moderne Bauwerke. Der südliche Teil der Kurtine fehlt heute. Einige Teile der Stuckdekoration aus den 1640er Jahren sind bis heute erhalten.

## Damer House
1728 ließ John Damer ein großes, georgianisches Haus auf dem Anwesen der Burg errichten. Das Haus mit drei Vollgeschossen und Keller im Queen-Anne-Stil hat neun Ausluchte und eine von nur zwei Treppen im Queen-Anne-Stil in Irland. Damer House gilt als eines von nur wenigen Beispielen vor-palladianischer Architektur in Irland, sollte aber in den 1960er-Jahren abgerissen und durch ein Hallenbad oder eine Speckfabrik ersetzt werden. Schließlich wurde es nach einer Kampagne von Desmond Guinness und der Irish Georgian Society, die das Haus 1973 pachtete, gerettet. Das Haus wurde von der Irish Georgian Society von 1980 bis 1983 restauriert und öffentlich zugänglich gemacht. In den Pachtvertrag trat dann die Roscrea Heritage Society ein; die Restaurierung wurden in den 1990er-Jahren von der Nationalerbeverwaltung Dúchas mit zusätzlicher finanzieller Unterstützung von Bord Fáilte und £ 100.000 vom Staatsfonds für Architektur abgeschlossen. Das Projekt kostete mehr als £ 1,3 Mio. und so konnten viele originale, zeitgenössische Details erhalten werden. Das Haus gehört heute der Grafschaftsverwaltung von Tipperary und wird von der Roscrea Heritage Society verwaltet.

## Erhaltene Preise
- Europäisches Museum des Jahres
- Irish Museums Trust Award